# Sci alpino al XIV Festival olimpico invernale della gioventù europea
Lo sci alpino al XIV Festival olimpico invernale della gioventù europea si è svolto il dall'11 al 15 febbraio 2019 al Centro Olimpico Jahorina (slalom speciale e slalom gigante) e Bjelašnica (squadra mista), in Bosnia ed Erzegovina.

## Programma
| Data        | Ora(UTC+1)  | Evento                    |
| ----------- | ----------- | ------------------------- |
| 11 febbraio | 10:00 13:15 | Slalom speciale - Ragazze |
| 12 febbraio | 09:30 13:15 | Slalom speciale - Ragazzi |
| 13 febbraio | 10:00 12:30 | Slalom gigante - Ragazze  |
| 14 febbraio | 10:00 12:30 | Slalom gigante - Ragazzi  |
| 15 febbraio | 09:00       | Squadra mista             |

## Podi

### Ragazzi
| Evento                     | Oro                      | Tempo   | Argento         | Tempo   | Bronzo                       | Tempo   |
| Slalom gigante (dettagli)  | Andreas Sønsterud Amdahl | 2:09.95 | Nikita Kazazaev | 2:10.02 | Pablo Banfi Matteo Bendotti  | 2:10.23 |
| Slalom speciale (dettagli) | Joshua Sturm             | 1:52.05 | Manuel Ploner   | 1:53.39 | Lukas Feurstein Oscar Zimmer | 1:53.42 |

### Ragazze
| Evento                     | Oro             | Tempo   | Argento      | Tempo   | Bronzo          | Tempo   |
| Slalom gigante (dettagli)  | Magdalena Egger | 2:16.38 | Rebeka Oblak | 2:19.00 | Axelle Chevrier | 2:19.02 |
| Slalom speciale (dettagli) | Magdalena Egger | 1:40.70 | Marie Lamure | 1:41.10 | Marion Chevrier | 1:43.43 |

### Misti
| Evento                         | Oro                                                           | Punteggio | Argento                                                               | Punteggio | Bronzo                                                                            | Punteggio |
| Parallelo a squadre (dettagli) | Francia Marie Lamure Pablo Banfi Léo Ducros Caitlin McFarlane |           | Austria Magdalena Egger Joshua Sturm Lukas Feurstein Amanda Salzgeber |           | Norvegia Sofie Aam Olsen Oscar Zimmer Andreas Sønsterud Amdahl Anna Bryn Mørkeset |           |

## Medagliere
| Pos.   | Paese    | Oro | Argento | Bronzo | Totale |
| ------ | -------- | --- | ------- | ------ | ------ |
| 1.     | Austria  | 3   | 1       | 1      | 5      |
| 2.     | Francia  | 1   | 1       | 3      | 5      |
| 3.     | Norvegia | 1   | 0       | 2      | 3      |
| 4.     | Italia   | 0   | 1       | 1      | 2      |
| 5.     | Russia   | 0   | 1       | 0      | 1      |
| 5.     | Slovenia | 0   | 1       | 0      | 1      |
| Totale | Totale   | 5   | 5       | 7      | 17     |